# Hawks and Doves
Pour les articles homonymes, voir Hawks et Doves.
Albums de Neil Young
Live Rust
(1979) Re-ac-tor
(1981)
Singles
1. Hawks & Doves
Sortie : 1980
2. Stayin' Power
Sortie : 1980

Hawks and Doves est le dixième album studio de Neil Young. Il est sorti le29 octobre 1980 sur le label Reprise Records et a été produit par  Neil Young, Tim Mulligan & David Briggs.

## Historique
L'album très court (30 minutes), est à la fois acoustique (face 1) et électrique (face 2), et contient des morceaux écrits principalement entre 1974 et 1975, dont certains (Captain Kennedy) furent proposés à Ronnie Van Zant (Lynyrd Skynyrd), qui ne les interpréta pas.
Les titres de la première face de l'album furent enregistrés dans différents studios. Little Wing fut enregistré à Los Angeles au studio The Village Recorder, The Old Homestead fut enregistré aux studios Quadraphonic Sound de Nashville et au studio Broken Arrow de Redwood City, Lost in Space aux Triiad Recording Studios de Ft. Lauderdale et Captain Kennedy aux Indigo Ranch studios de Malibu. La deuxième face fut enregistrée aux Gold Star Studios de Hollywood.
L'album n'a pas eu autant de succès auprès du public que ses prédécesseurs malgré de belles ballades : Old Homestead et des chansons mélancoliques Captain Kennedy ou Lost In Space. Il se classa à la 30e place du Billboard 200 aux États-Unis.
La réédition en version remastérisé de l'album sur compact disc ne se fera qu'en août 2003.

## Liste des titres
Toutes les chansons sont écrites et composées par Neil Young.
| 1. | Little Wing       | 2:10 |
| 2. | The Old Homestead | 7:38 |
| 3. | Lost in Space     | 4:13 |
| 4. | Captain Kennedy   | 2:50 |

| 1. | Stayin' Power              | 2:17 |
| 2. | Coastline                  | 2:24 |
| 3. | Union Man                  | 2:08 |
| 4. | Comin' Apart at Every Nail | 2:33 |
| 5. | Hawks & Doves              | 3:27 |

## Musiciens
- Neil Young – guitare acoustique et électrique, harmonica, piano, chant
- Ben Keith – guitare steel et dobro, chœurs
- Dennis Belfield – basse
- Rufus Thibodeaux – fiddle
- Greg Thomas – batterie
- Ann Hillary O'Brien – chœurs (9)
- Tim Drummond – basse sur The Old Homestead
- Levon Helm – batterie sur The Old Homestead
- Tom Scribner – scie musicale sur The Old Homestead

## Charts
| Pays                                 | Durée du classement | Meilleur classement | Date              |
| ------------------------------------ | ------------------- | ------------------- | ----------------- |
| Australie (AMR Charts)               | 7 semaines          | 10e                 | 8 décembre 1980   |
| Canada (RPM)                         | 1 semaine           | 50e                 | 31 janvier 1981   |
| États-Unis (Billboard 200)           | 16 semaines         | 30e                 | 20 décembre 1980  |
| Italie (FIMI)                        | 12 semaines         | 10e                 | 1er décembre 1980 |
| Norvège (VG-lista)                   | 10 semaines         | 15e                 | 24 novembre 1980  |
| Norvège (VG-lista)                   | 10 semaines         | 15e                 | 24 novembre 1980  |
| Nouvelle-Zélande (RMNZ Albums Top40) | 8 semaines          | 4e                  | 23 novembre 1980  |
| Pays-Bas (MegaCharts)                | 2 semaines          | 30e                 | 22 novembre 1980  |
| Royaume-Uni (UK Albums Chart)        | 3 semaines          | 34e                 | 16 novembre 1980  |
| Suède (Sverigetopplistan)            | 2 semaines          | 22e                 | 12 décembre 1980  |